# ULTIMATE DIAMOND
ULTIMATE DIAMOND（アルティメット・ダイアモンド）是日本歌手水樹奈奈的第7張個人音樂專輯。於2009年6月3日由KING RECORDS发售。商品番號：KICS-91470
（CD+DVD初回限定盤）/KICS-1470（普通版）。

## 解说
- 上张专辑GREAT ACTIVITY之后约一年半以上推出的全新个人大碟、制作阵容以Elements Garden为中心展开，矢吹俊郎及齋藤真也等也有参与乐曲制作工作，这次参与制作的新人有SPORTS的伊藤寛之等第一次为水树提供乐曲的制作人。Elements Garden的中山真斗参加编曲工作、Elements Garden全员参加了水树乐曲的制作工作。

- 最初预定于2009年5月20日发售，但是由于专辑预定收录曲「COSMIC LOVE」的作詞者・園田凌士因为违反毒品取缔法被捕，「COSMIC LOVE」被从专辑中删除[3]，发售日期也延期到6月3日[4]。

- 收录全4曲的双A面单曲STARCAMP EP中的2曲，同时自己最高销量记录的单曲Trickster、自己生日当天发售的单曲深愛等2首作为主打曲被收录。同时，由于前述事件，以「夜明瑛梦（水樹奈々）」名义发售的「TV动画「AYAKASHI」角色歌 Vol.1 蒼き光の果て」的主打曲的专辑改编版「蒼き光の果て-ULTIMATE MODE-」被追加收录于专辑中，以填补「COSMIC LOVE」的空缺[5]。

- 初回限定盤DVD將收錄2008年10月1日在新宿KOMA劇場舉行的演唱會——的影像。

- 初回限定盘附前往伦敦取景时，拍摄的44P写真集一本。

- 于2009年6月2日公布的oricon专辑榜・初登場日间第1位获得[6]。接着，于2009年6月15日公布的专辑周榜，初登場第1位获得。成为获得这一排名的首位声優，也是自1968年Oricon单曲・专辑榜创立以来，41年首位获得周排名第1的声优。同时，KingRecords的专辑作品自SNAIL RAMP的「FRESH BRASH OLD MAN」以来，9年5个月以后，再次获得週間第1位的排名[7]。对于相关人士的祝贺，本人特地在官方BLOG发文表示感谢[8]。

- 2009年6月3日，NHK-BS2播出的节目「最新ヒット ウエンズデーJ-POP」中，水树本人出演，「Astrogation」及「MARIA&JOKER」首次于电视上披露。

- NHK综合于2009年6月7日播出的节目「MUSIC JAPAN」中，水树本人參演，「悦楽カメリア」首次在电视上披露。

## 收錄曲
1. MARIA&JOKER 
  - 作詞：Hibiki、作曲・編曲：上松範康（Elements Garden）
2. 悦楽カメリア 
  - 作詞：水樹奈奈、作曲・編曲：大西省吾
  - TBS系放送电视节目2009年5、6月片尾曲
3. PERFECT SMILE
  - 作詞・作曲・編曲：伊藤寛之
4. Trickster 
  - 作詞：水樹奈奈、作曲・編曲：上松範康（Elements Garden）
  - CM曲
  - 日本電視台系列「音樂戰士 MUSIC FIGHTER」2008年10月熱播曲
  - KONAMI数码娱乐（KDE-J）音乐游戏・PS2用游戏Dance Dance Revolution X收录曲
5. Mr.Bunny!
  - 作詞：SAYURI、作曲：若林充、編曲：齋藤真也
6. 沉默的果実 
  - 作詞・作曲：しほり、編曲：天羽蓮花
7. Brand New Tops 
  - 作詞：ゆうまお、作曲・編曲：雅智弥
8. 少年 
  - 作詞・作曲：矢吹俊郎、編曲：矢吹俊郎・大平勉
9. Gimmick Game 
  - 作詞：Hibiki、作曲・編曲：藤田淳平（Elements Garden）
  - TBS放送电视节目片头曲
10. Dancing in the velvet moon 
  - 作詞：水樹奈奈、作曲：上松範康（Elements Garden）、編曲：中山真斗（Elements Garden）・上松範康（Elements Garden）
  - 動畫『十字架與吸血鬼』片尾曲（ED）
11. ray of change 
  - 作詞・作曲：斉田和典、編曲：高橋浩一郎
12. 深愛 
  - 作詞：水樹奈奈、作曲：上松範康（Elements Garden)、編曲：藤間仁（Elements Garden）

  - UHF放送局電視動畫白色相簿片頭曲（OP）
  - 日本電視台系列放送《音樂戰士 MUSIC FIGHTER》2009年1月熱力推薦曲。
13. 蒼き光の果て-ULTIMATE MODE- 
  - 作詞：辻 純更、作曲：松井俊介、編曲：藤間 仁（Elements Garden）
14. Astrogation 
  - 作詞：Hibiki、作曲・編曲：陶山隼
  - 日本電視台系列『音楽戦士 MUSIC FIGHTER』2008年2月主題曲
15. 夢の続き 
  - 作詞・作曲：水樹奈奈、編曲：藤田淳平（Elements Garden）
  - 歌詞表达了对已故父亲的思念之情。